# Жалагашки район
Жалагашки район (на казахски: Жалағаш ауданы) е съставна част на Къзълординска област, Казахстан. Административен център е Жалагаш. Обща площ 22 950 км2 и население 35 092 души (по приблизителна оценка към 1 януари 2020 г.).